# جبل شمسي
جبل شَمْسِي جبل يقع بولاية قفصة من جنوب الجمهورية التونسية، شمال غربي قرية سيدي منصور وجنوب مدينة السند. يبلغ ارتفاعه 789 م.